# 巴拉瑞特美術館
巴拉瑞特美術館（英語：Art Gallery of Ballarat）是澳大利亞最古老以及最大的地區美術館，位於維多利亞州巴拉瑞特。該美術館始建於1884年，最初稱作巴拉瑞特美術畫廊（Ballarat Fine Art Gallery），其一部份藏品和建築本身都列在維多利亞遺產名錄中。
這座美術館存放著尤利卡旗，以及澳大利亞殖民時期到現今的各種澳大利亞藝術品。
美術館成立的頭5年設在從巴拉瑞特音樂學會（Ballarat Academy of Music）租來的房間里。美術館需要的資金有一部份是由巴拉瑞特市民James Oddie捐贈的，其現在的建築是澳大利亞最古老的用作美術館的建築，屬於新文藝復興建築，是由威廉·克拉克男爵於1887年奠基以紀念維多利亞女王即位50周年的。這棟新建築在1890年6月13日對公眾開放。
巴拉瑞特美術館由巴拉瑞特美術館基金支持運作。入場免費，只對特定展品收費。
2009年，維多利亞州和巴拉瑞特市政府開展了一項185萬美元的美術館擴張計劃，2010年完工。

## 藏品

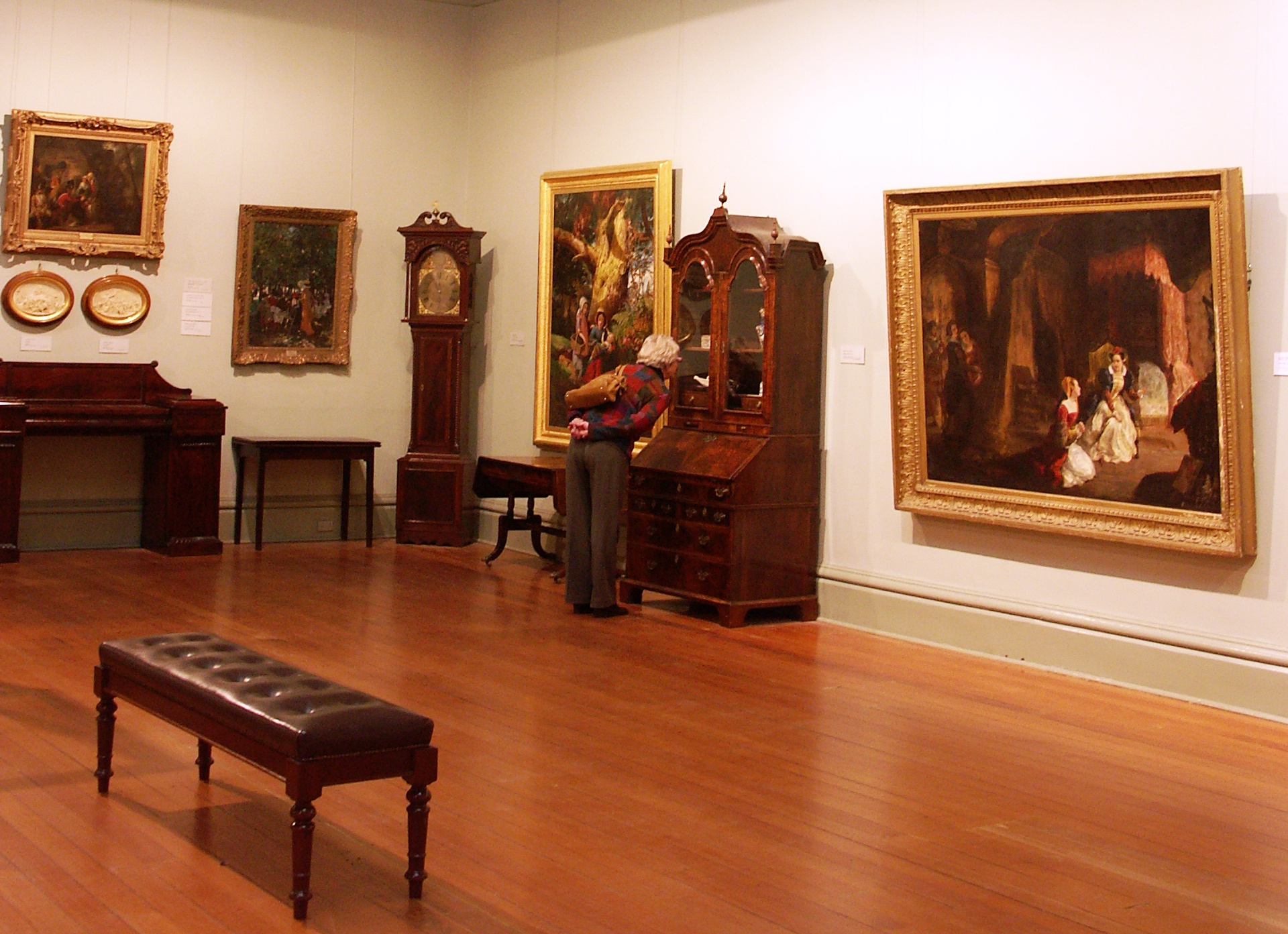
美術館內部，2007年

在美術館中收藏的作品來自：弗雷德·威廉姆斯、西德尼·諾蘭、克拉麗絲·貝克特、亞瑟·博伊德、魯珀特·巴尼、威廉·多貝爾、拉塞爾·特拉斯戴爾、里克·埃莫、 威廉·巴拉克、查理斯·康德、S·T·吉爾、約翰·格羅弗、喬伊·海斯特、漢斯·海澤、諾拉·海澤、諾曼·林賽、哈羅德·阿克利、E·菲利普斯·福克斯、羅伯特·傑克斯、喬治·約翰遜、湯姆·羅伯茨、亞瑟·斯特利通、喬治·貝爾、查理斯·布萊克曼、梅里克·博伊德、邁克爾·卡米特、大衛·戴衛斯、羅伯特·霍克·道林等人。

## 圖片

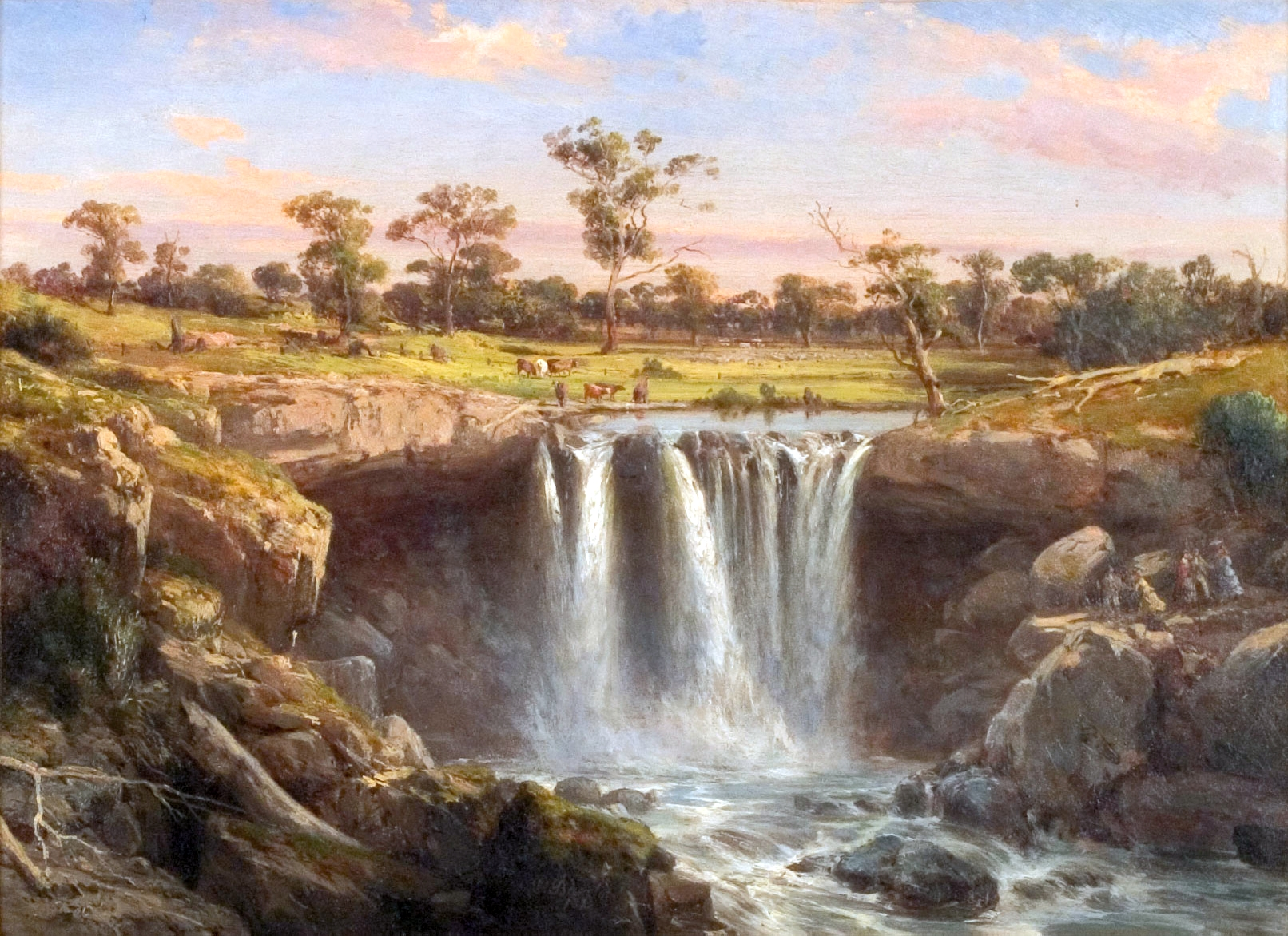
旺農的一個瀑布（1872年），路易斯·巴弗洛特
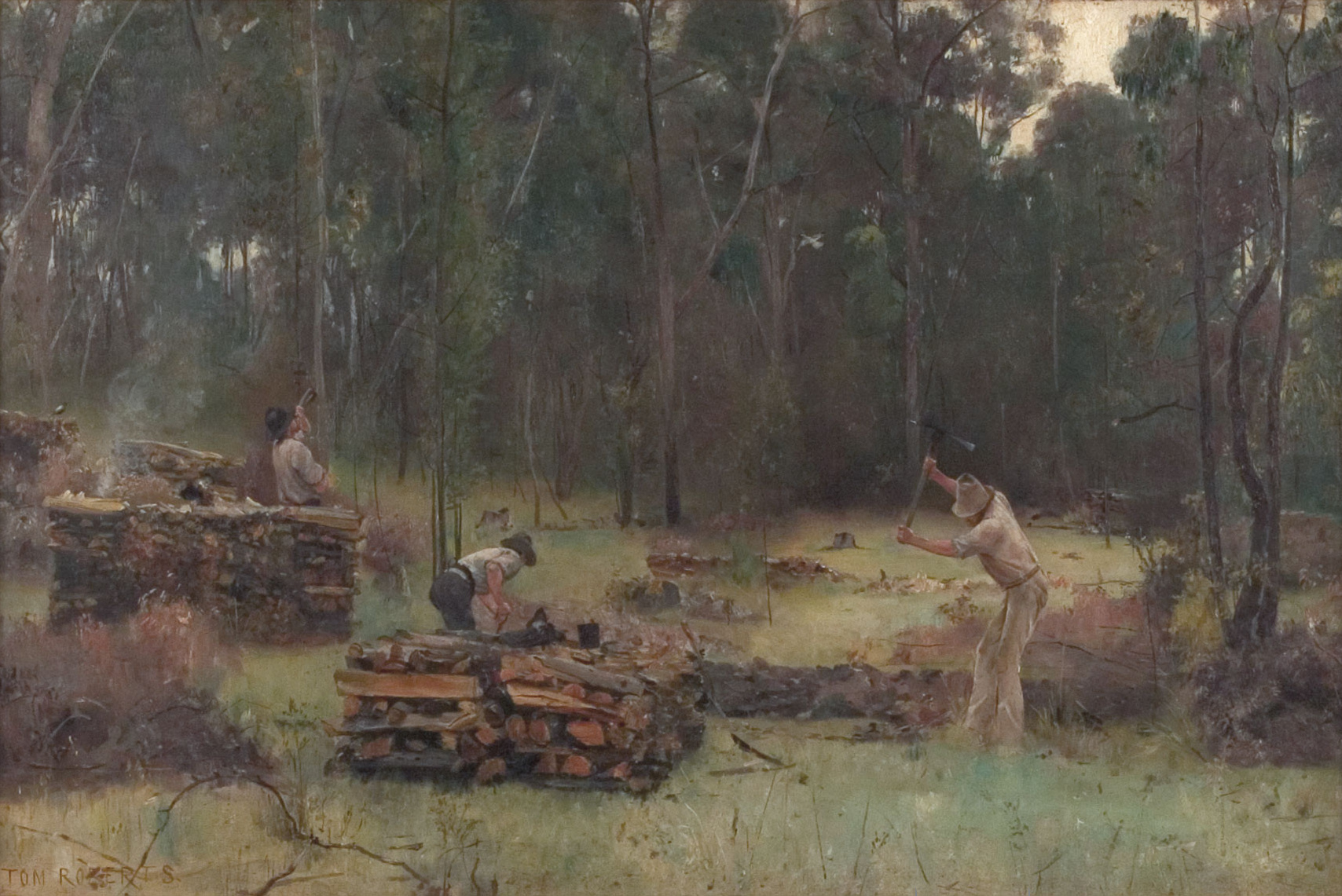
Wood Splitters（1886年），湯姆·羅伯茨
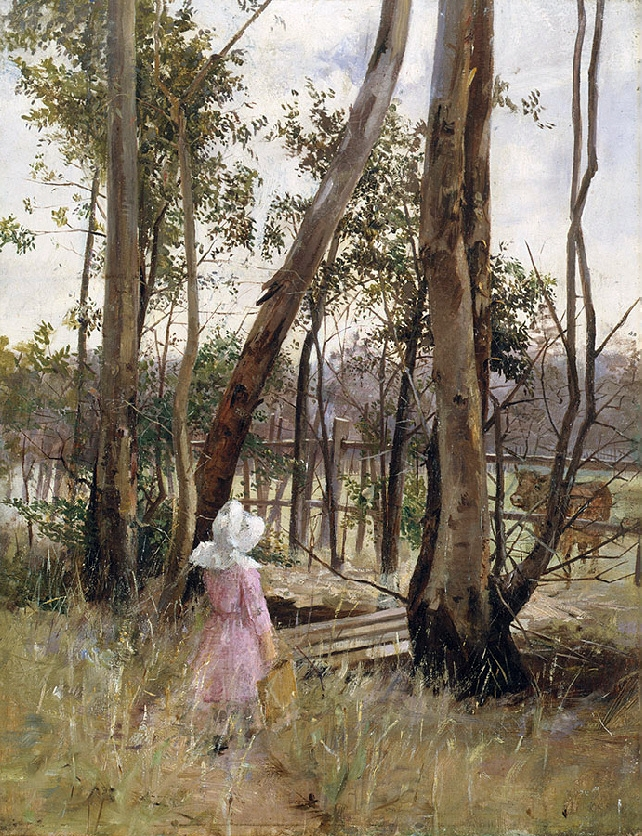
障礙（1887年），簡·薩瑟蘭
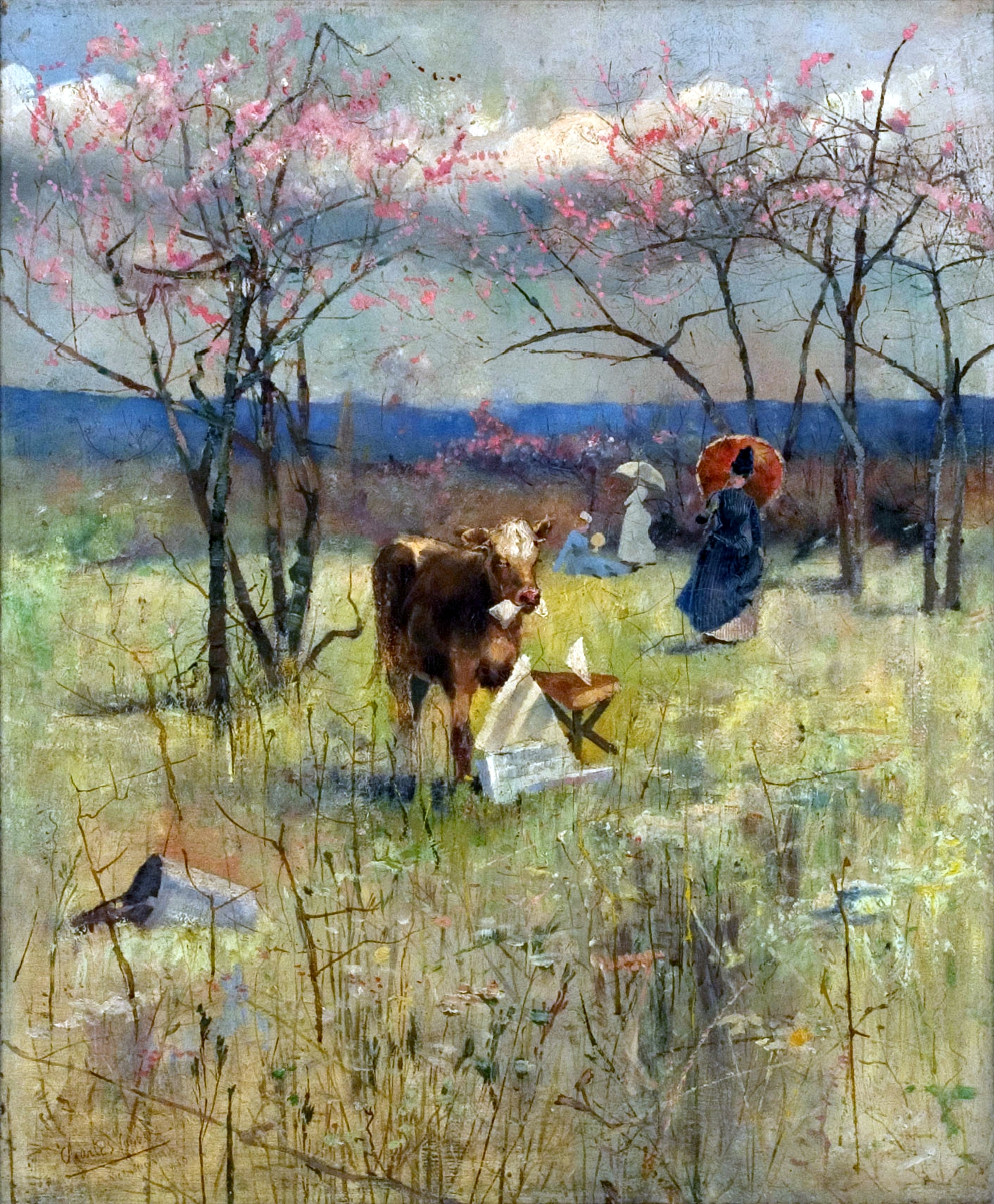
文學的味道（1888年），查理斯·康德
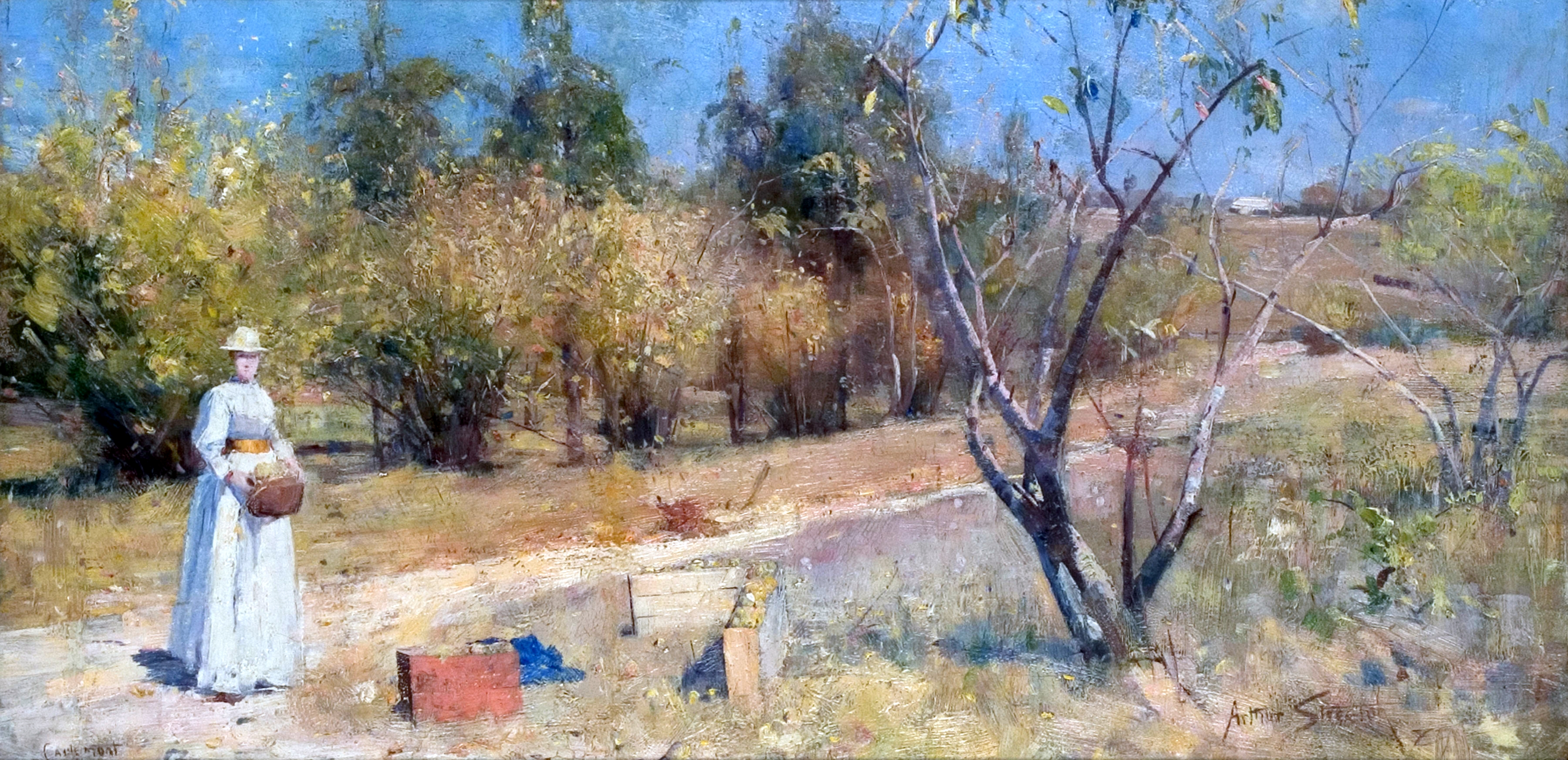
秋（亦稱Eaglemont，1889年），亞瑟·斯特利通
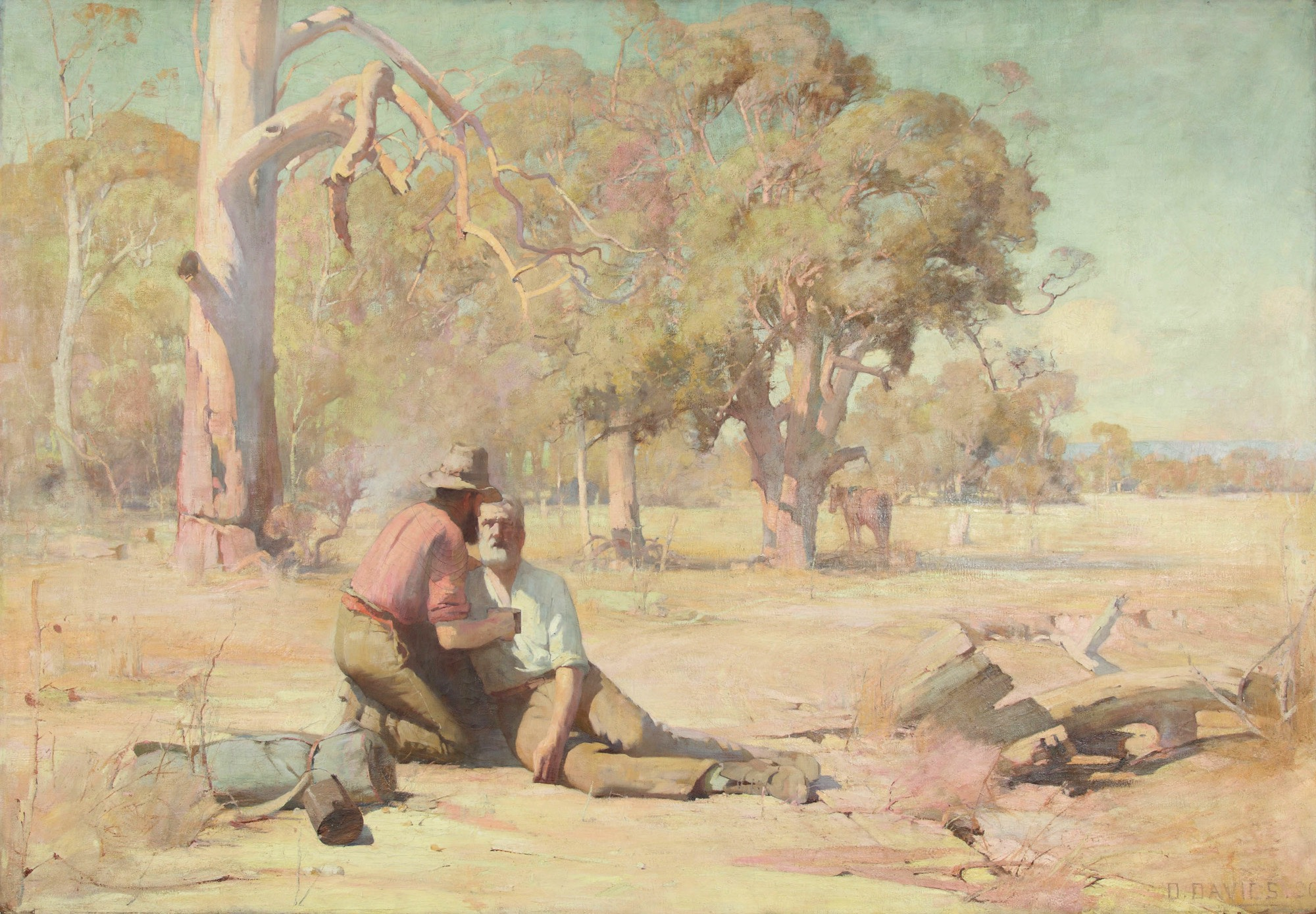
在重負和烈日下（1890年），大衛·戴衛斯
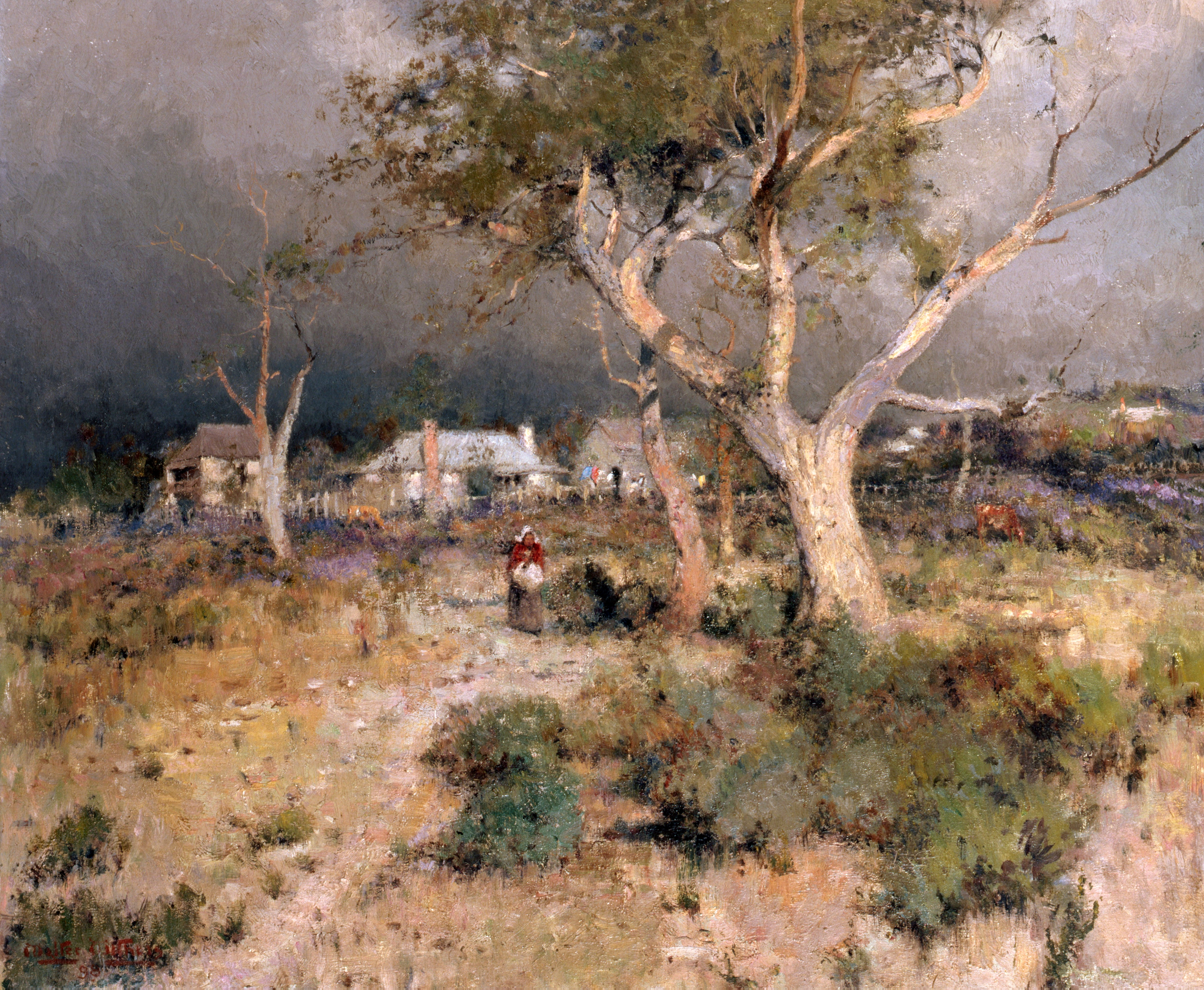
夏末（亦稱風暴初起時，1898年），沃爾特·威瑟斯
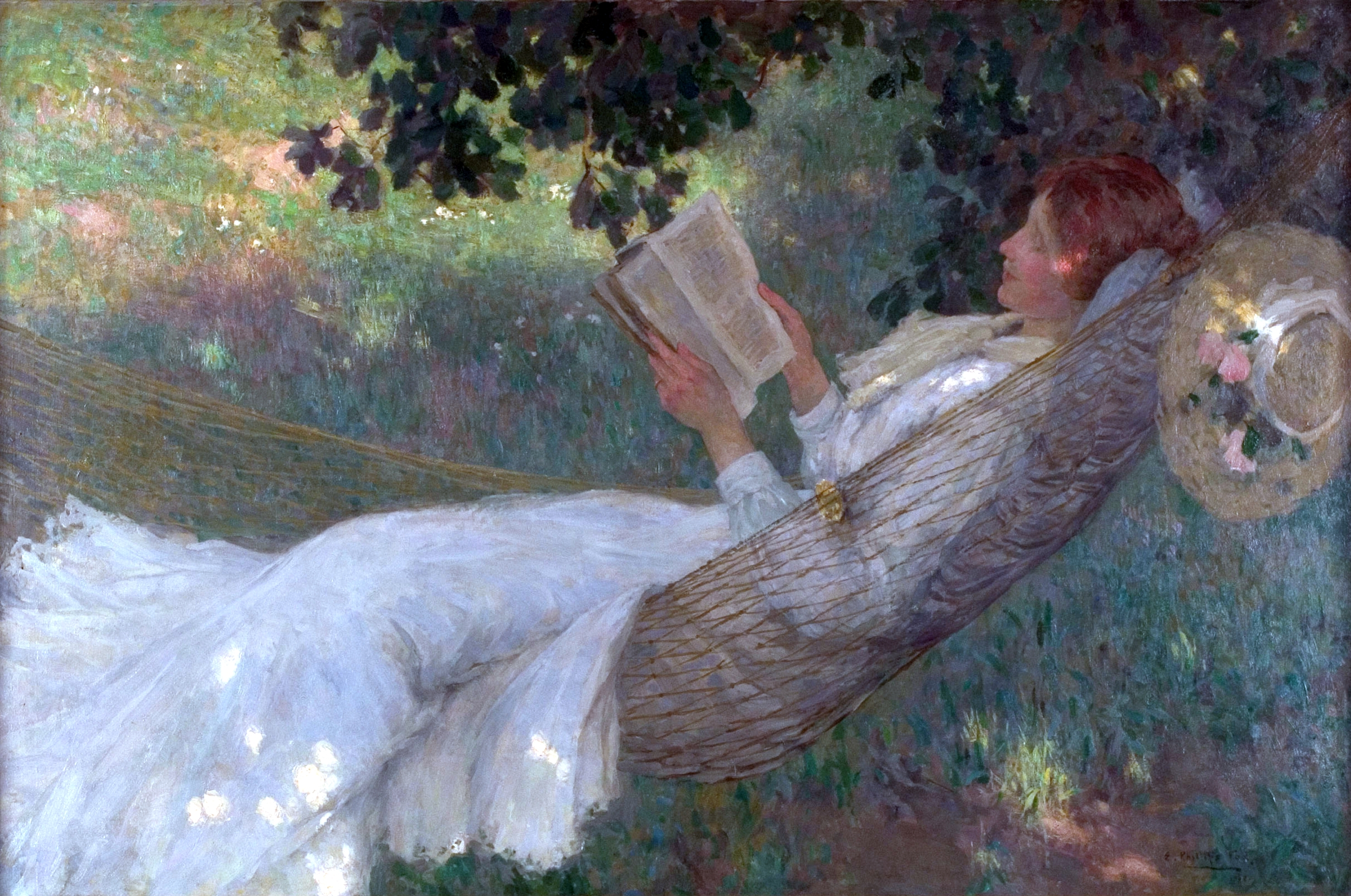
愛情故事（1903年），E·菲利普斯·福克斯
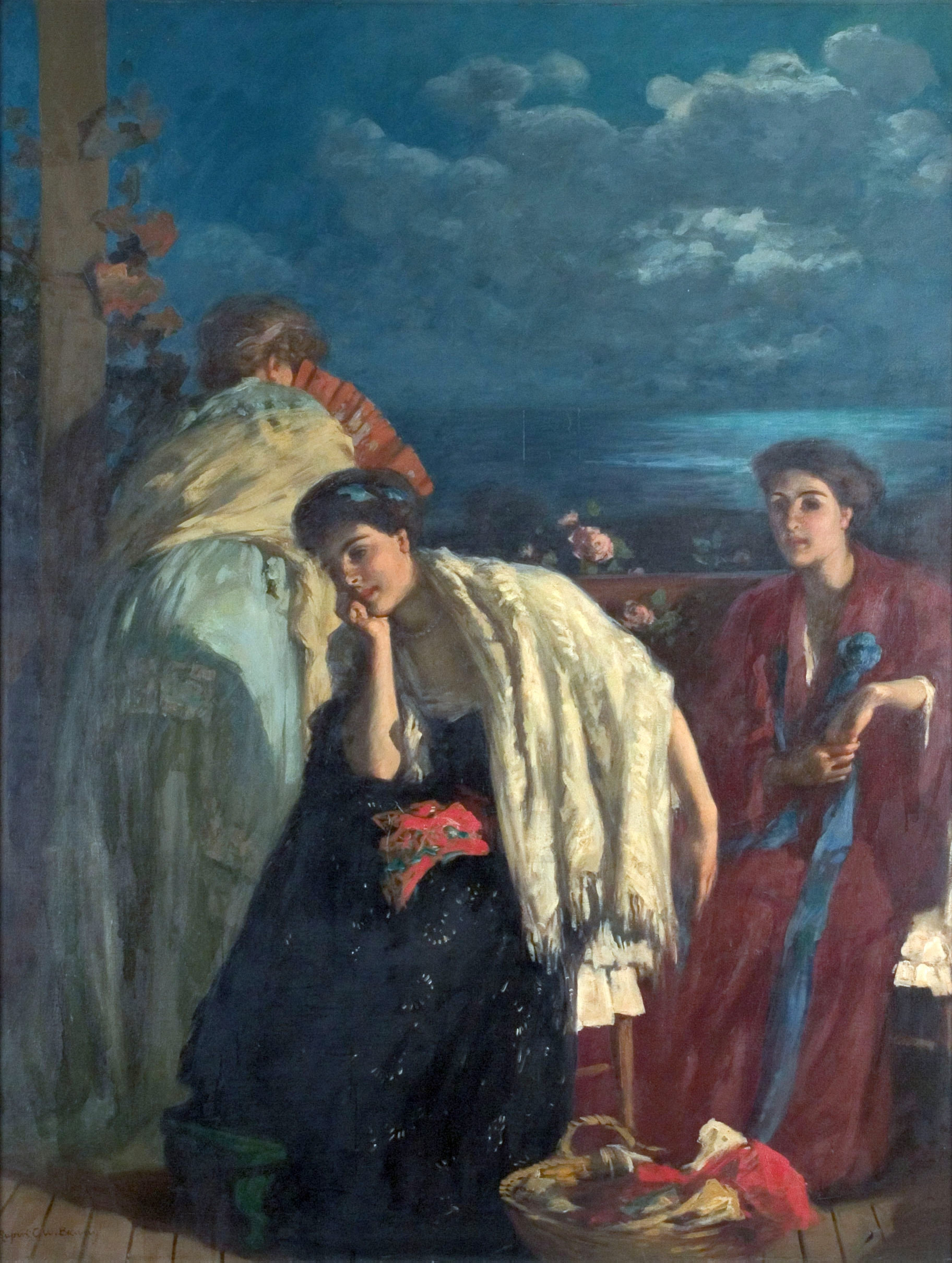
奏鳴曲（1909年），魯珀特·巴尼

## 外部連結
- 官方網站 （页面存档备份，存于）